# Unciaal 052
Unciaal 052 (Gregory-Aland) is een van de Bijbelse handschriften. Het dateert uit de 10e eeuw en is geschreven met hoofdletters (uncialen) op perkament.

## Beschrijving
Het bevat de tekst van de Openbaring van Johannes (7,16-8,12). De gehele Codex bestaat uit 4 bladen (29.5 x 23 cm) en werd geschreven in twee kolommen per pagina, 27 regels per pagina.
De Codex geeft de Byzantijnse tekst weer. Kurt Aland plaatste de codex in categorie V.

## Geschiedenis
Het handschrift werd verzameld door Herman Hoskier.
Het handschrift bevindt zich in het klooster Rossikon (99,2) in Athos.